# Erik Pontoppidan den ældre
Erik Eriksen Pontoppidan også kaldet Erik Pontoppidan den ældre, (21. januar 1616 – 12. juni 1678) var en dansk biskop, sproglig forfatter, kaldes sædvanlig «den ældre» til adskillelse fra hans brodersøns søn Erik Ludvigsen Pontoppidan.
Han blev født 21. januar 1616 på Bjærgegaard i Sønder Broby Sogn på Fyn; Forældrene var Erik Knudsen, ridefoged over det gods, Christian Holck ejede på Fyn og Langeland, og Anne Lauridsdatter af en gammel fynsk præsteslægt. Som det var almindelig blandt lærde, tog han den latiniserede form af fødesognets "Broby" som sit efternavn, Pontoppidan.

## Studietid og udlandsrejse
Da den lille Erik tidlig røbede gode anlæg, lod de, som det synes, velhavende forældre ham undervise privat af stedets præst og, da han var 9 år gammel, sætte i latinskolen i Odense, hvorfra han 1633 gik over til gymnasiet; 1635 immatrikuleredes han ved Københavns Universitet. Her blev man snart opmærksom på ham så vel på grund af hans dygtighed i teologien som ved hans poetiske forsøg, der både på dansk, latin og græsk mentes at give ualmindelig store løfter for fremtiden. Det første af hans digte,
som nåede at blive trykt, et latinsk bryllupscarmen, var forfattet, allerede før han kom til universitetet. Han var meget yndet af den teologiske professor, Sjællands senere biskop, Jesper Brochmand, i hvis hus han jævnlig kom, ja i nogen tid logerede, og ved hvis hjælp han opnåede at blive informator for flere unge adelsmænd, både før og efter at han, 1638, havde taget sin attestats med særdeles hædrende vidnesbyrd.
1641 rejste han udenlands, dels for et kongeligt stipendium, dels med understøttelse af Ellen Marsvin, der allerede tidligere havde vist sig som hans velynderinde. Da Trediveårskrigen rasede med fuld kraft i Tyskland, hvor universiteterne lå så godt som øde, gik hans rejse til Holland og senere til Frankrig.

## Søgen efter udkomme
1643 vendte han tilbage til København og tog magistergraden, hvorpå det blev ham tilbudt at blive professor i poesi og tillige provst ved kommunitetet; men dette hædrende tilbud afslog han, fordi han håbede at komme på en ny udenlandsrejse, nemlig som hovmester for en ung adelsmand; da imidlertid denne, for hvem Pontoppidan havde været vejleder under hans ophold i Sorø, næste år gav sig i krigstjeneste, blev rejsen ikke til noget. Pontoppidan stod altså ledig på torvet og tilbød nu sin tjeneste som professor i poesi; men da han dertil havde knyttet den betingelse at være fritaget for provstestillingen ved Kommunitetet, blev hans tilbud ikke antaget, hvorimod han dels selv studerede videre, dels som privatdocent holdt forelæsninger, ligesom han i disse år både samlede og udgav nogle bøger i forskellige videnskaber; et håb, han 1645 havde næret om at blive præst i hovedstaden, blev ikke til virkelighed.

## Slotspræst og udnævnelse til biskop
Han var imidlertid bleven kendt ved hoffet, da han adskillige gange havde prædiket for kongerne både på dansk og latin, og 1649 udnævntes han til slotspræst på Antvorskov og hospitalspræst i Slagelse; 1665 blev han præst i Køge samt provst over Ramsø Herred, og 1673 kaldedes han til biskop i Trondhjem. 1675 tildeltes ham den teologiske doktorgrad, men allerede 12. juni 1678 døde han, efterladende en enke, Catharine Valentinsdatter Køler, hvis fader var præst i Kalundborg, og hvem han havde ægtet 1653; hun blev 1681 gift med professor Jens Jensen Bircherod. Der var i Pontoppidans ægteskab kun ét barn, en søn Valentin, som blev dansk resident i Venedig og
adlet med navnet Lillienkrantz, men med hvem slægten og navnet uddøde.

## Biskop i Trondhjem
I sine første bispeår havde Pontoppidan en hel del bryderier af sektereren Anders Kempe, som 1674 blev landsforvist; senere synes alt at være gået rolig i de få år, han kom til at virke som biskop. Han var en flittig visitator, der kom selv til de fjerneste egne af sit udstrakte stift, til hvilket i den tid også Nordlandene hørte. Han bar omsorg for finnernes åndelige vel og oversatte til deres brug Luthers lille Katekismus; oversættelsen lå færdig ved hans død og skal have været det første forsøg på at benytte samisk som skriftsprog. Undervisningen, både i Throndhjems lærde skole og omkring på landet, stræbte han af al kraft at fremme, og på sine visitatser undlod han sjælden at medbringe bøger, billeder, æbler og lignende småting som belønninger for flittige børn. Af stiftets præster, som han i alle henseender gerne ville være til hjælp, var han meget afholdt, og efterretningen om hans død modtoges overalt med stor beklagelse; endnu flere menneskealdre efter hans død havde man rundt om i stiftet bevaret ham i kærligt minde.

## Forfattervirksomhed
Pontoppidan har udfoldet en betydelig forfattervirksomhed, både på prosa og i vers, så vel på latin som på dansk, og efter hans død fandtes desuden en stor del utrykte værker. Hans religiøse digte, der især indeholdes i Vor højplagede Frelsers Jesu Christi Bloddaab (1653) og En liden Bønne- og Salmebog (1672), hæver sig ikke synderlig over de almindelige gudelige rimerier. Skønt Pontoppidan levede i ortodoksiens tid, er der i hans forfatterskab meget, der bringer tanken hen på det følgende århundrede, da pietismen og især herrnhutismen havde udpræget tilbøjelighed til både i tide og i utide at fortabe sig i betragtninger af og udtalelser om Frelserens "blod", varieret på så mange måder, at man ikke uden grund har talt om "blodteologien". Pontoppidan er en forløber herfor; allerede titlerne på nogle af hans skrifter tyder hen derpå: Gudelige og gavnlige Betænkninger over vor Frelsers Jesu Christi hellige og højværdige Bloddaab (1653) og Teratologia s. Appendix, d. e. kort Forklaring over de Tegn, som skete i og efter vor Frelsers Jesu Christi Lidelse (1653). Af hans efterladte og utrykte skrifter omtales med særlig ros hans temmelig udførlige Ethica sacra som et i det hele interessant arbejde, der røber megen lærdom. Men som teologisk forfatter har han efterladt mindre spor end som sprogmand.

## Sprogmand
I dansk sprogvidenskab har Erik Eriksen Pontoppidan gjort sig berømt ved sin Grammatica Danica, den ældste danske grammatik, der findes. Han har begyndt derpå, om ikke før, så kort efter sin hjemkomst fra udenlandsrejsen 1643. Men den så først lyset 1668. Den er skrevet på latin. Pontoppidans danske grammatik er en frugt af videnskabelig sans og drift forenet med fædrelandskærlighed. Han ville skabe et dansk sidestykke til de grammatikker over levende Sprog, der allerede fandtes, og han ville hæve modersmålets anseelse og dyrkelse. Hans forstaaelse af sprogudvikling og sprogslægtskab udmærker sig ikke frem for samtidens almindelige; men etymologi og sprogsammenligning indtage ingen fremherskende
plads. Det rige og velordnede indhold er hentet fra sproget, som det levede i litteratur og i folkemunde. Om det 17. århundredes talesprog giver Pontoppidans grammatik oplysninger, som man nu vanskelig vil kunne finde andensteds.

## Ekstern henvisning
- Dansk Biografisk Lexikon, bind XIII Arkiveret 19. september 2013 hos  Wayback Machine